# 阿达河畔斯皮诺
阿达河畔斯皮诺（義大利語：Spino d'Adda）是意大利克雷莫纳省的一个市镇。总面积19平方公里，人口6982人，人口密度367.5人/平方公里（2009年）。国家统计（ISTAT）代码为019102。